# Philip J. Corso
 (janvier 2012).
Si vous disposez d'ouvrages ou d'articles de référence ou si vous connaissez des sites web de qualité traitant du thème abordé ici, merci de compléter l'article en donnant les références utiles à sa vérifiabilité et en les liant à la section « Notes et références ».
Philip J. Corso (Sandusky (Ohio), 22 mai 1915 - Jupiter (Floride), 16 juillet 1998) est un officier de l'armée américaine.
Il a servi dans l'armée des États-Unis du 23 février 1942 au 1er mars 1963 et obtenu le grade de lieutenant-colonel.
Il a participé de 1953 à 1957 au Conseil de sécurité nationale du président Eisenhower. En 1961, il devient directeur du bureau de technologie étrangère du Pentagone dans la recherche et le développement militaires, travaillant sous les ordres du lieutenant-général Arthur Trudeau.

## Biographie
Corso a publié The Day After Roswell (coauteur William J. Birnes (en)) qui détaille son implication dans la recherche de technologie extraterrestre supposément récupérée lors de l'écrasement allégué d'un OVNI à Roswell en juillet 1947 (Affaire de Roswell). Le 23 juillet 1997, il est l'invité de l'émission populaire de radio de fin de nuit, Coast to Coast AM avec Art Bell, où il raconte en direct son histoire sur Roswell. Cet entretien a été retransmis par Coast to Coast AM, le 3 juillet 2010.
Corso affirme qu'un groupe gouvernemental secret a été constitué sous la direction du premier directeur de la CIA, l'amiral Roscoe H. Hillenkoetter (voir Majestic 12). Une des tâches de ce groupe aurait été de recueillir toutes les informations sur la technologie extra-terrestre, alors que, simultanément, l'administration américaine s'employait à dénier aux yeux du public toute existence de vaisseaux et de présence extraterrestres.
Selon Corso, la rétroingénierie de ces artefacts a conduit indirectement à l'élaboration de nombreuses technologies de la fin du XXe siècle : appareils à faisceaux de particules, fibre optiques, laser, circuits intégrés, kevlar, etc.
Dans son livre Au lendemain de Roswell- Contact extraterrestre, Corso prétend que l'Initiative de défense stratégique (SDI ou "Guerre des étoiles"), visait à atteindre une capacité de destruction des systèmes de guidage électroniques des ogives ennemies, ainsi que la neutralisation de vaisseaux ennemis, y compris d'origine extraterrestre.

## Galerie

### Personne

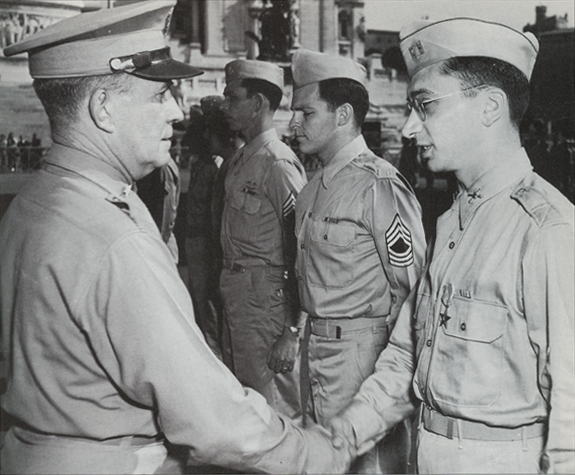
À Rome, 1945
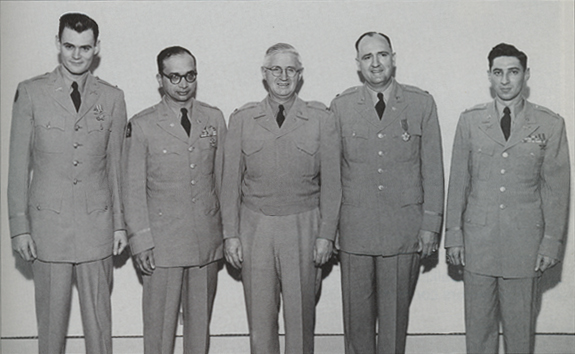
À Tokyo, 1953
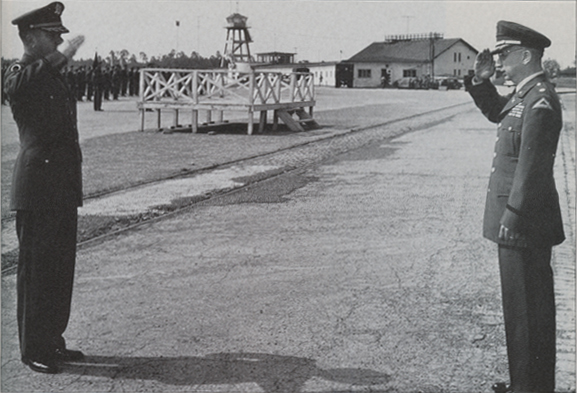
En Allemagne, 1960

### Documents

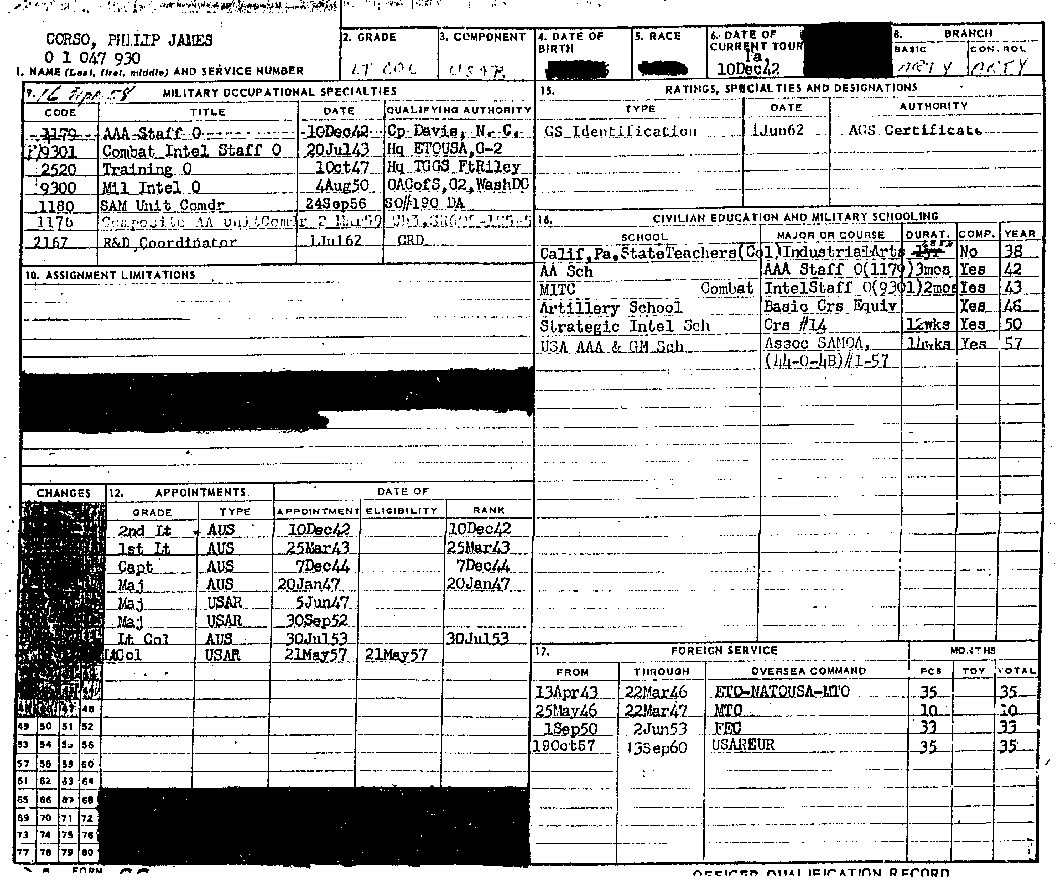
DA Form 66 (page 1)
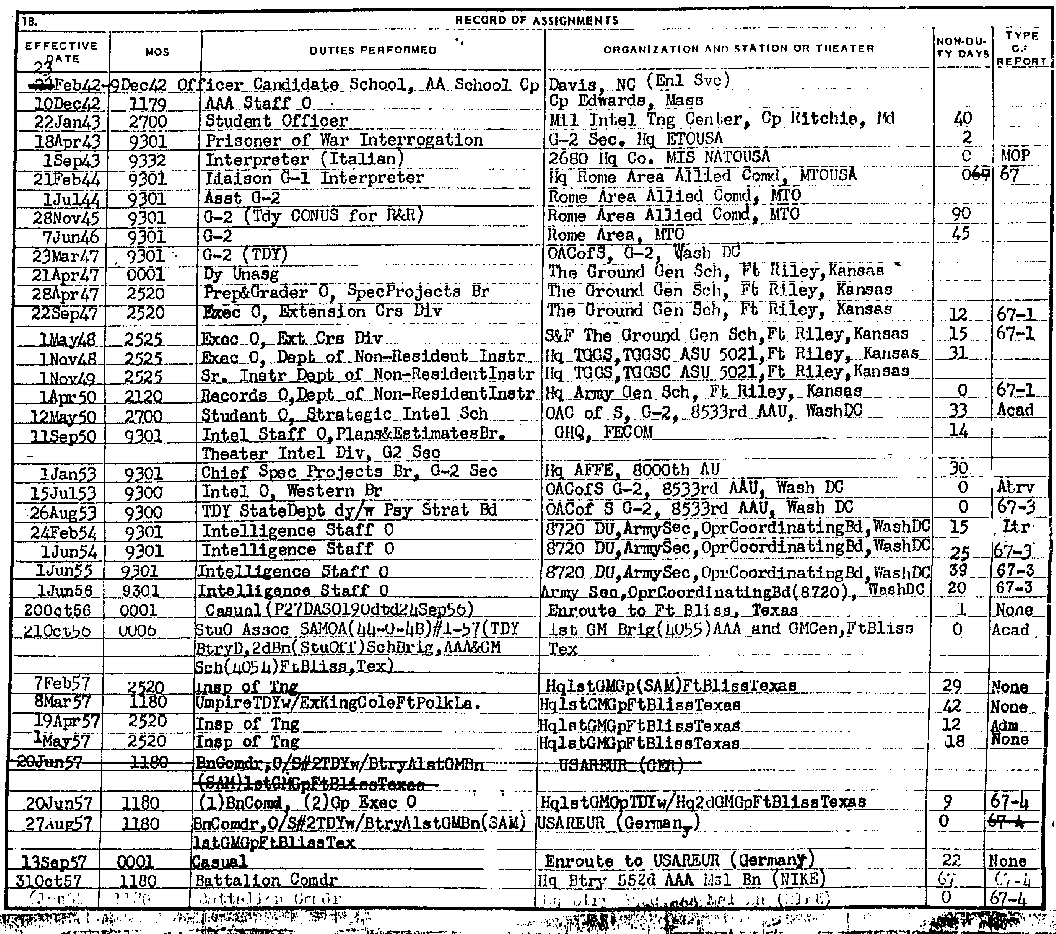
DA Form 66 (page 2)
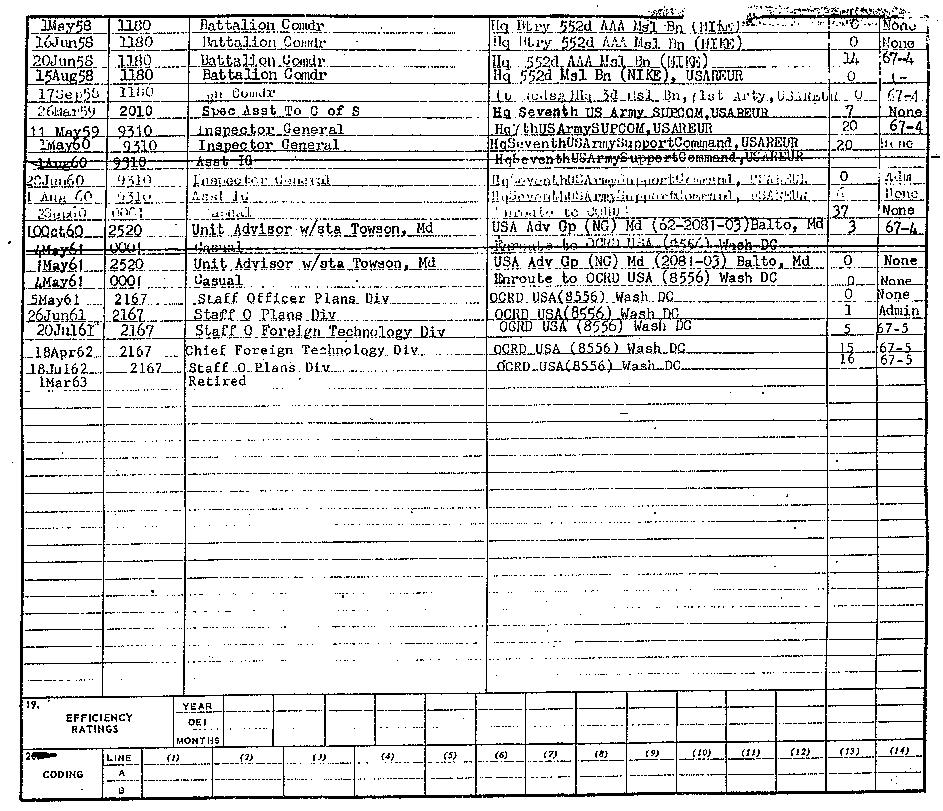
DA Form 66 (page 3)
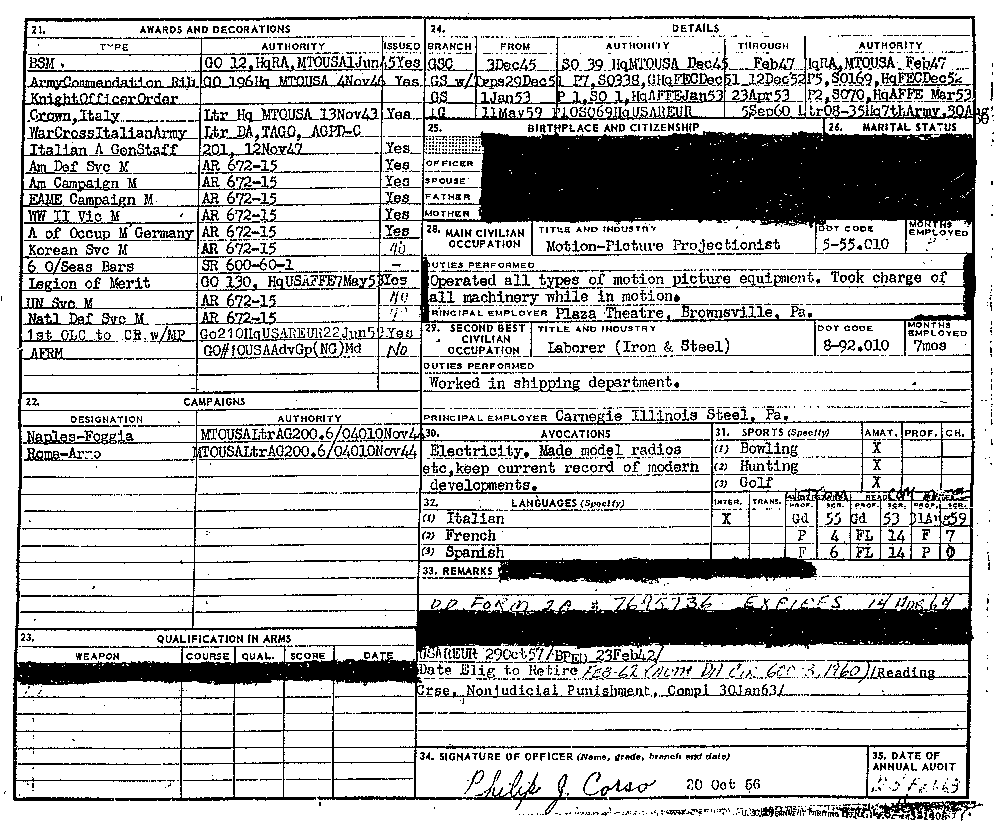
DA Form 66 (page 4)
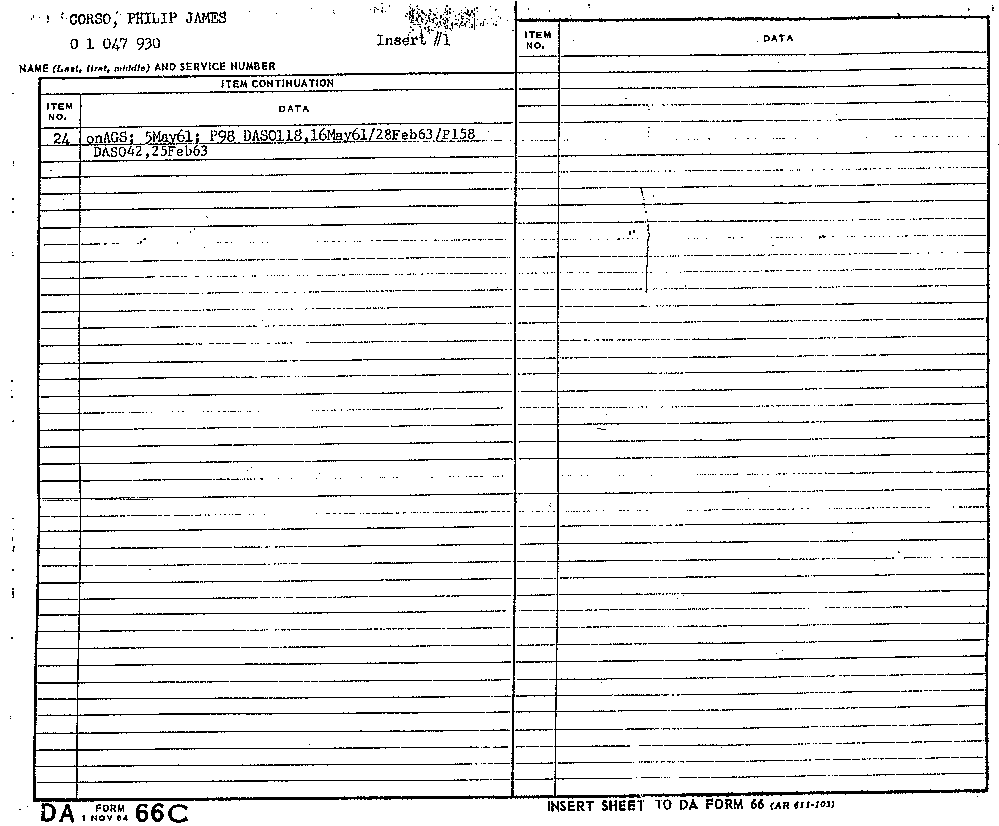
DA Form 66 (page 5)